# Cœur pensif
Cœur pensif est un roman de Jean de La Varende publié en 1957 aux éditions Flammarion. Il a été écrit en septembre-novembre 1956, au Chamblac.

## Suite romanesque
Cœur pensif est le deuxième opus d'une trilogie, contant l'histoire d'un couple de deux êtres très différents : Jean, marquis d'Anville, et sa jeune épouse dont le père (ancien régisseur du domaine) avait réussi à racheter le domaine, Ermance Lefebvre. Mariage d'intérêt, la mésalliance est au cœur de toute l'histoire, mais l'amour finit par triompher. Ce roman est la suite du Cavalier seul (1956) et précède La Partisane (1959).

## Synopsis
Avril 1813, après dix mois passés en Allemagne, le marquis d'Anville rentre sur sa terre. Il se fait accompagner, pour revenir sur son domaine, par son notaire Me Pellerin, parrain d'Ermance, qui vient de donner naissance à un petit garçon.

## Citations
- « Le plus difficile n’est pas de faire son devoir, c’est de savoir où il se place. »

## Éditions
- Cœur pensif, Paris, Flammarion, coll. Club des éditeurs, 1957, 291 p.